# 浅野長照
浅野 長照（あさの ながてる）は、江戸時代前期の大名。通称は長蔵（ながぞう）。備後国三次藩の第2代藩主。官位は従五位下・式部少輔（しきぶしょうゆう）。

## 経歴
広島藩主・浅野光晟の3男として誕生。寛文3年（1663年）9月1日、第4代将軍・徳川家綱に初御目見する。寛文6年（1666年）12月28日、従五位下・式部少輔に叙任する。
その後、伯父である三次藩主・浅野長治の養子となっていた次兄・長尚が長治に先立って死去したため、代わりに長治の養子となった。延宝3年（1675年）1月に長治が死去し、3月23日に家督を相続した。
延宝4年（1676年）4月11日に始めて領地三次に入る。天和元年（1681年）6月25日には越後国高田藩主・松平光長の家臣・本多八大夫を預かった。子ができなかったため、天和2年（1682年）8月6日、長兄の前広島藩主・綱晟の次男（藩主・綱長の弟）長澄を養子に迎えた。元禄4年（1691年）12月2日に隠居して長澄に家督を譲った。
なお、播磨国赤穂藩主・浅野長矩の正室・阿久里は、長照の養父・長治の娘であり、かつ長照の養女であるので、長矩は長照の娘婿にあたることになる。そのため元禄14年（1701年）3月15日には長矩の刃傷事件（赤穂事件）に連座して隠居の長照にも遠慮（江戸城登城禁止）処分が下された。
宝永2年（1705年）11月15日に死去した。享年54。貝塚の青松寺に葬られた。法名は壁龍禪梭騰雲院。

## 系譜
- 父：浅野光晟（1617-1693）
- 母：自昌院（1620-1700） - 満姫、徳川家光の養女、前田利常の三女
- 養父：浅野長治（1614-1675）
- 室：園姫（1660-1725） - 浅野長晟の養女、徳川光友の養女、広幡忠幸の娘
- 養子
  - 男子：浅野長澄（1671-1718） - 浅野綱晟の次男
  - 女子：瑤泉院（1674-1714） - 阿久里（あぐり/おくり）、阿久理、阿久利。浅野長矩正室、浅野長治の三女